# Team Rynkeby
 (juillet 2018).

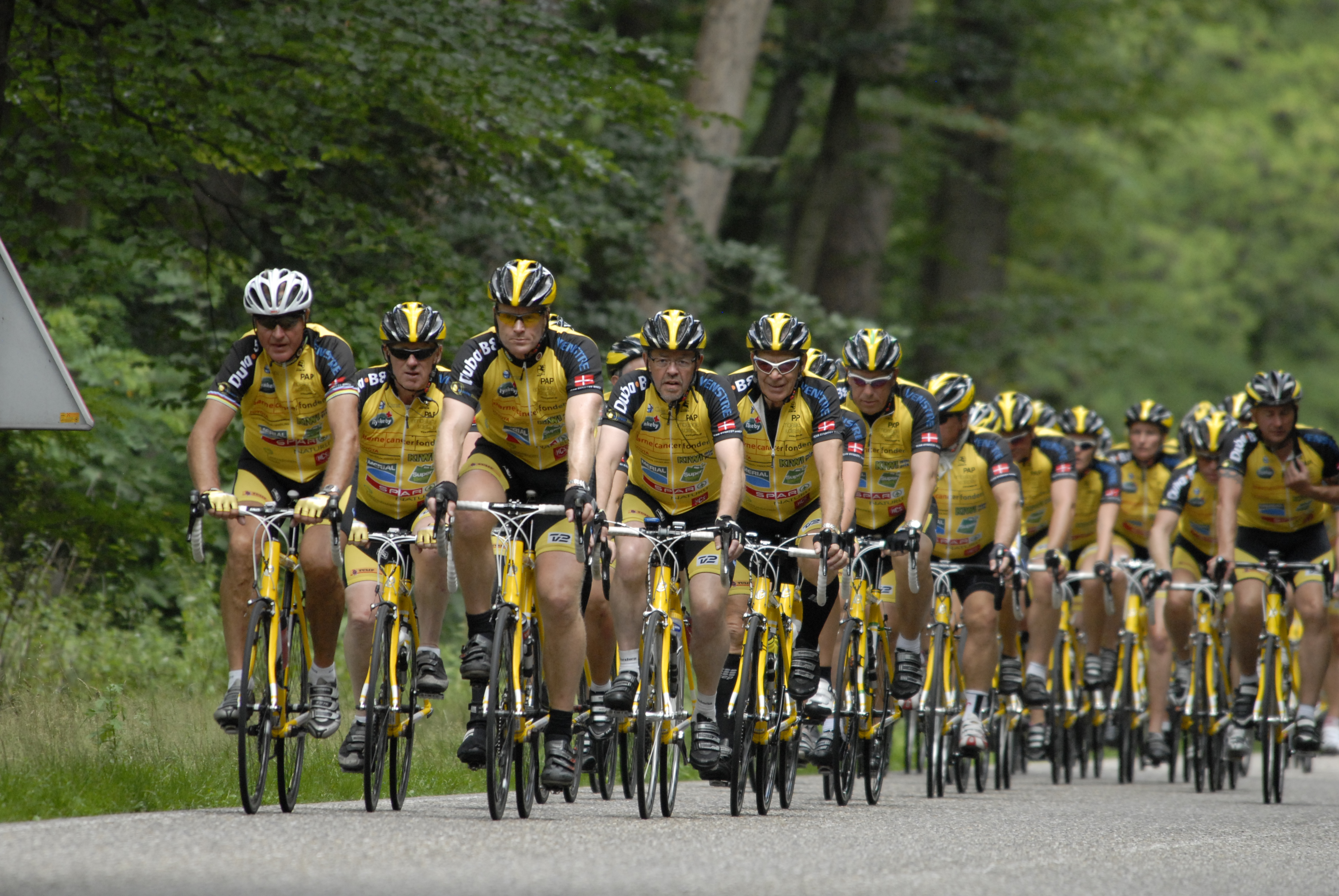
Team Rynkeby sur la route en 2011.

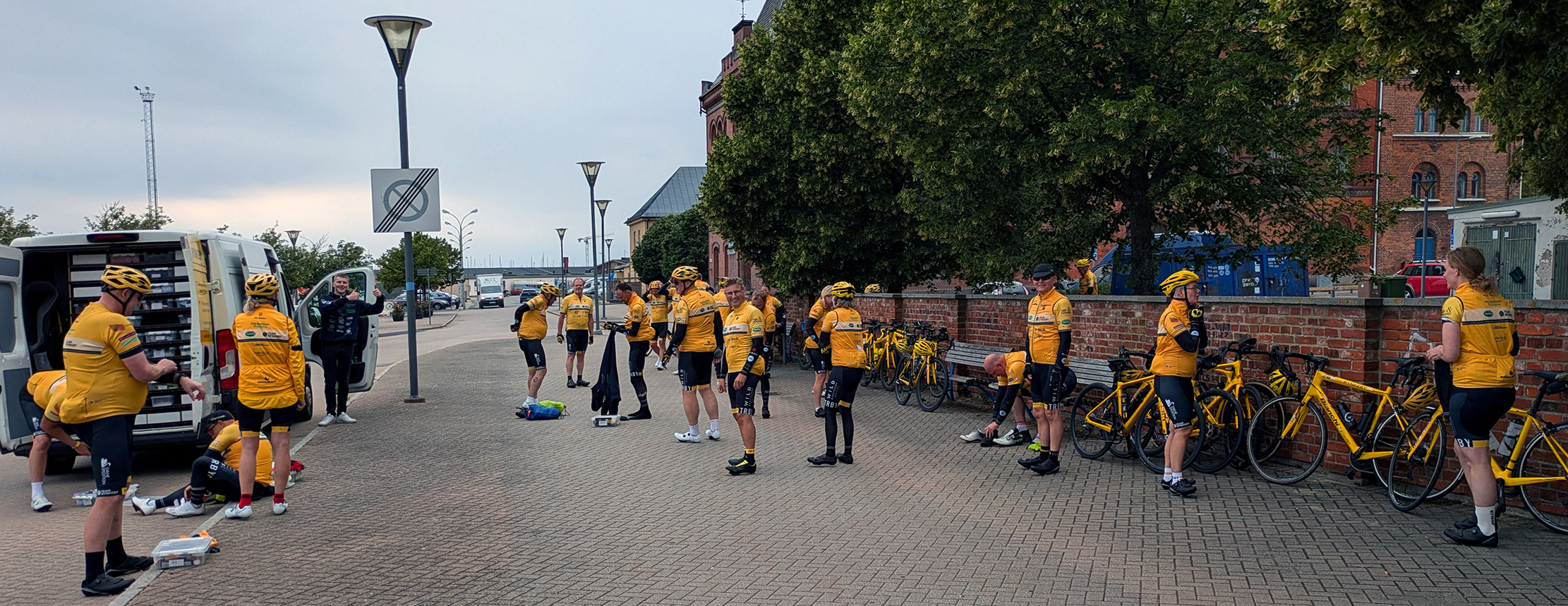
Team Rynkeby à Ystad, préparation du départ pour Trelleborg 5
juillet 2025

La Team Rynkeby est une équipe cycliste danoise à but caritatif. Elle a été créée en 2002 par les employés de l’entreprise Rynkeby.

## Concept
Les coureurs ont pour but de rejoindre Paris en une semaine depuis leur pays d’origine. Initialement uniquement danoises, les différentes sous-équipes proviennent des différents pays nordiques : Suède, Finlande depuis 2013, Islande, îles Féroé…  Ils sont reconnaissables à leurs tenues jaunes, certains portent en plus des drapeaux de leurs pays de départ.
Les fonds recueillis pendant leur périple sont reversés à la recherche contre les cancers des enfants. 

## Historique
En 2002, la première Team Rynkeby est composée de 11 coureurs, et a pour but d’assister à l’arrivée du Tour de France à Paris. Ce n’est qu’au retour que les coureurs décident de verser les fonds récoltés à la recherche contre le cancer.
À l’origine, les coureurs sont des employés de Rynkeby, mais ils sont aussi rejoints par des personnalités comme l’ancien coureur Jørgen Emil Hansen ou les personnalités politiques Lars Løkke Rasmussen (en 2008 et 2009, alors qu’il était respectivement ministre des Finances et premier ministre du Danemark), Henrik Sass Larsen (en 2008) ou Klaus Bondam (en 2009).
En 2013, le parcours réunit 1100 coureurs jusqu’à Paris ; ils récoltent 43 millions de couronnes suédoises. Un événement national organisé au Danemark à destination des écoles recueille 17 millions de couronnes
En 2018, 1850 cyclistes regroupés en 48 équipes arrivent à Paris.

## Galerie

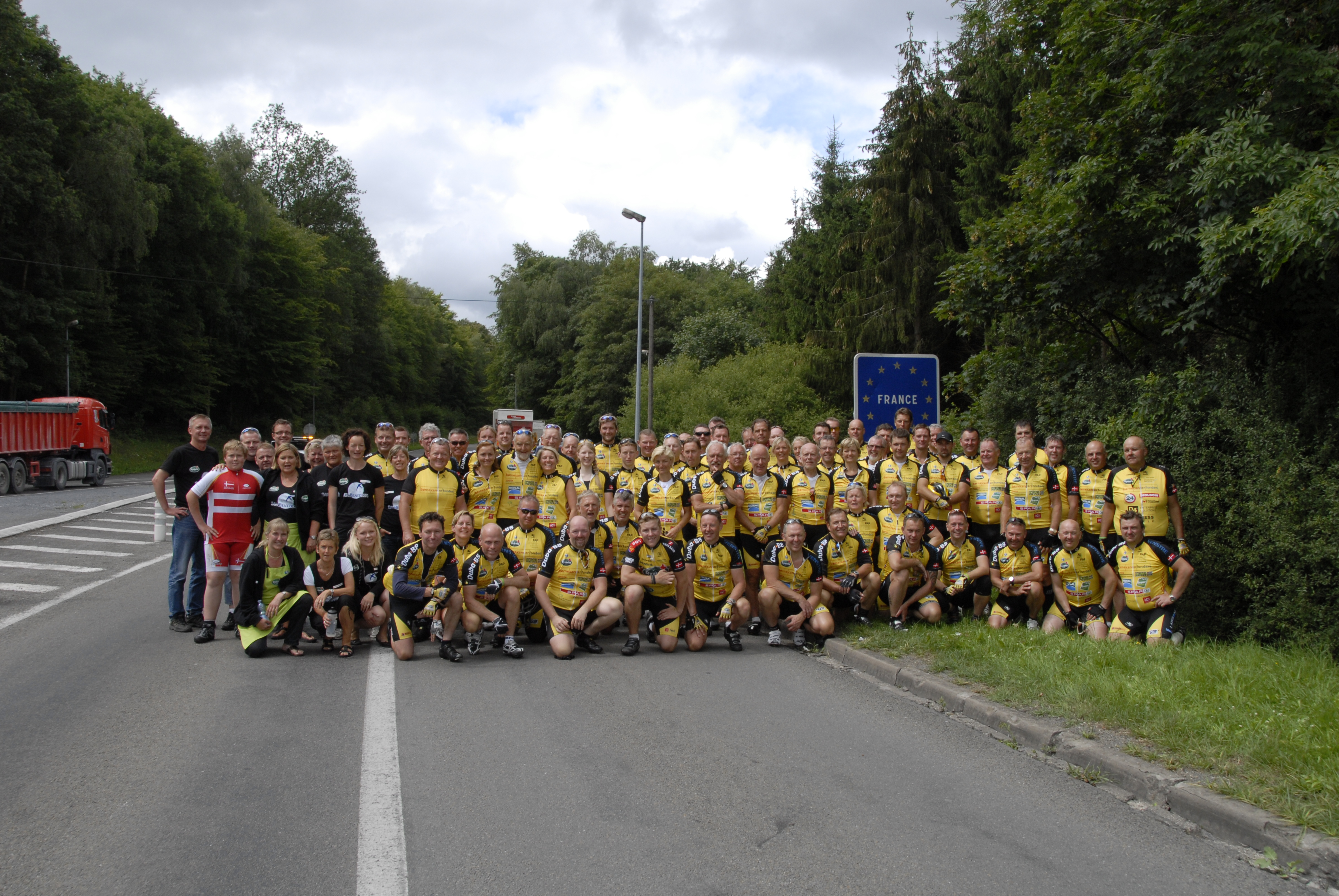
Entrée en France, en 2011.
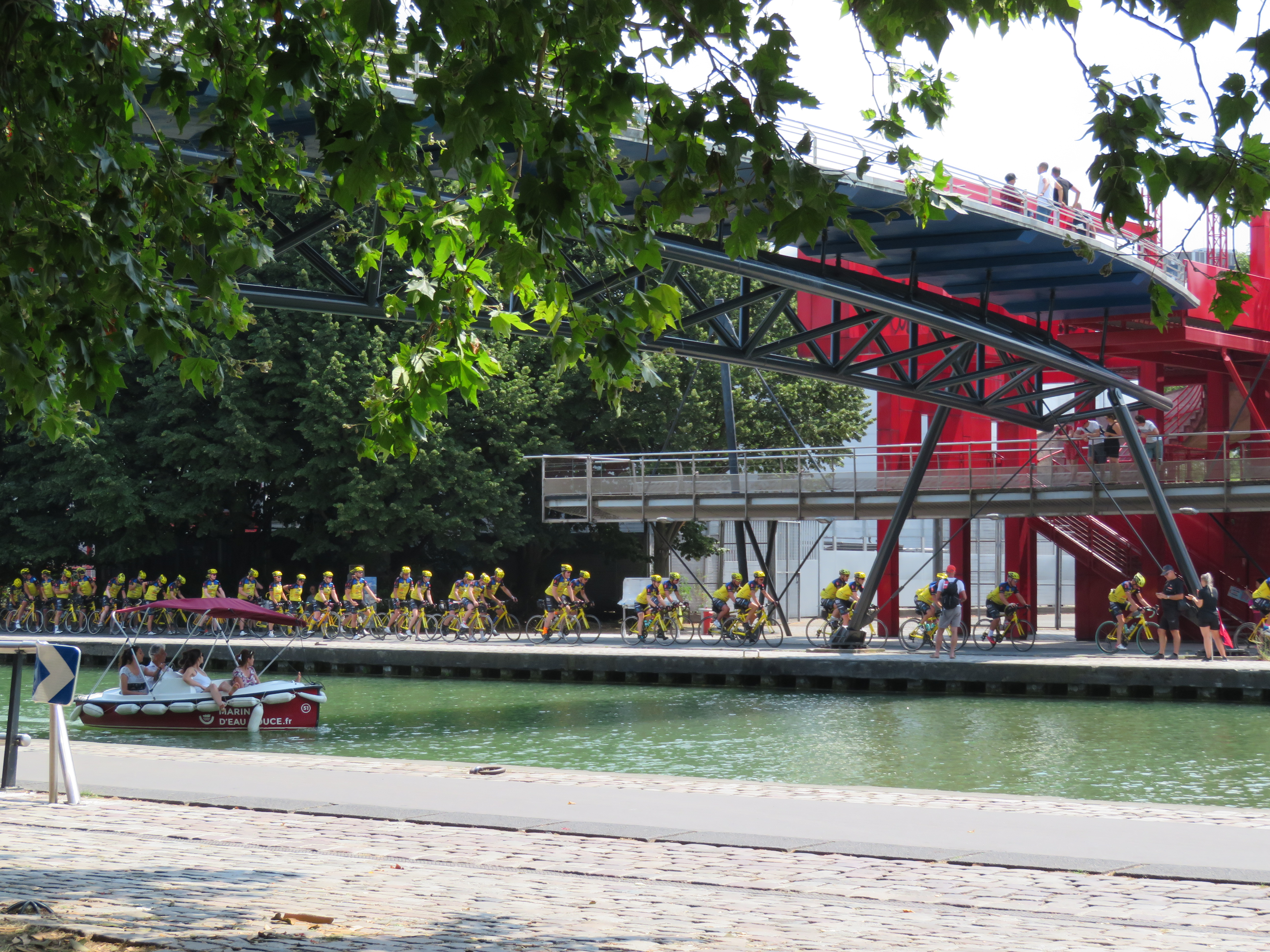
Arrivée au Parc de la Villette, en 2018.
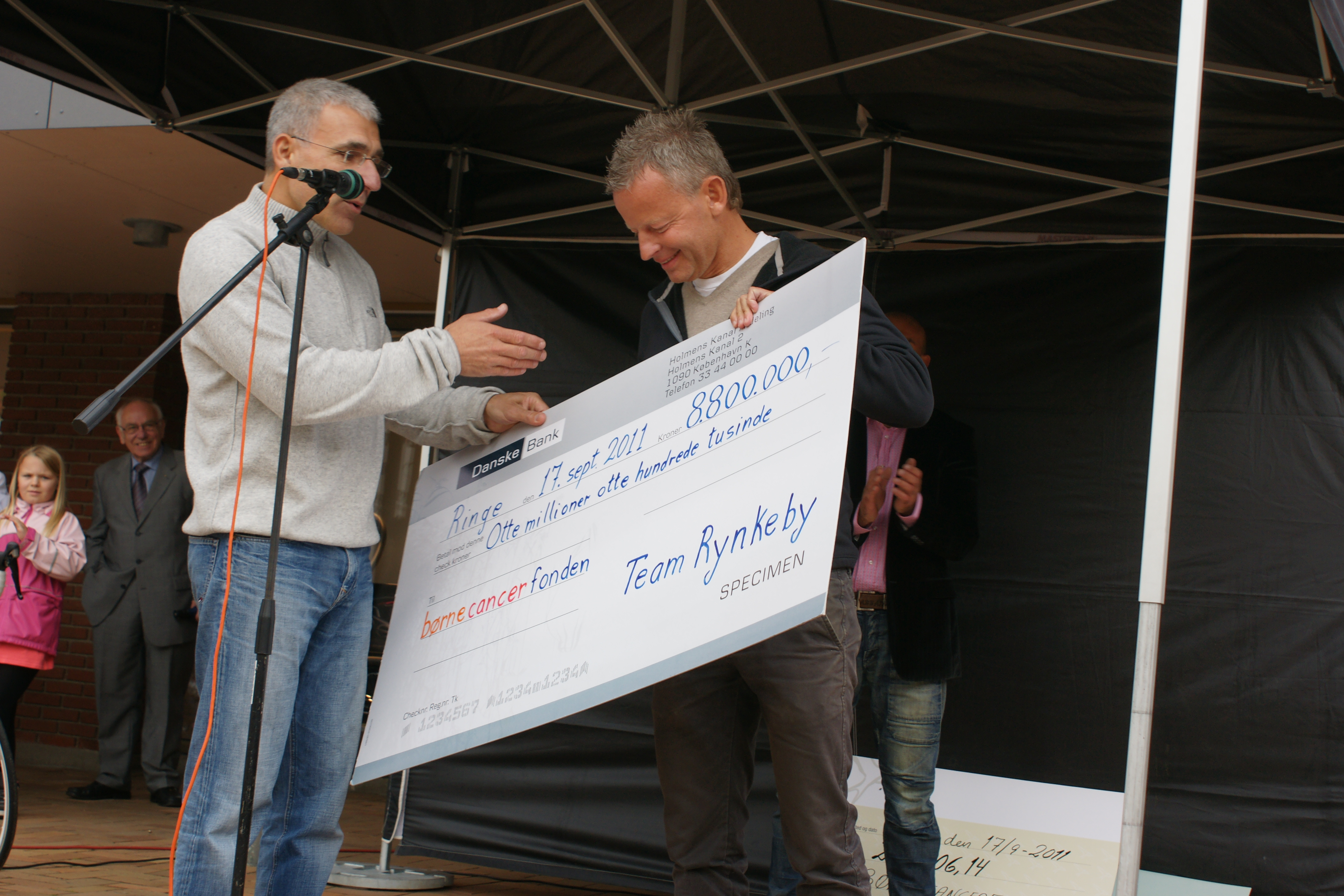
Remise symbolique des dons, en 2011.